# Дугласвилл (Джорджия)
Дугласвилл (англ. Douglasville) — город и административный центр округа Дуглас в штате Джорджия в Соединённых Штатах Америки.
Согласно данным переписи населения США 2020 года число жителей города составляло  34 650 человек, что заметно больше, чем 30 961 человек в 2010 году и 20 065 человек в 2000 году.

## История
Город был основан в 1874 году, когда в этом районе была построена железная дорога. В том же году Дугласвилл стал административным центром недавно образованного округа Дуглас. Сообщество было названо в честь американского политика Стивена Арнольда Дугласа, который на выборах в сенат обошел Авраама Линкольна, но уступил последнему на выборах президента США 1860 года.

## География
Город Дугласвилл расположен в северо-центральной части округа Дуглас, примерно в 20 милях (32 км) к западу от Атланты и является частью статистической агломерации Атланты.

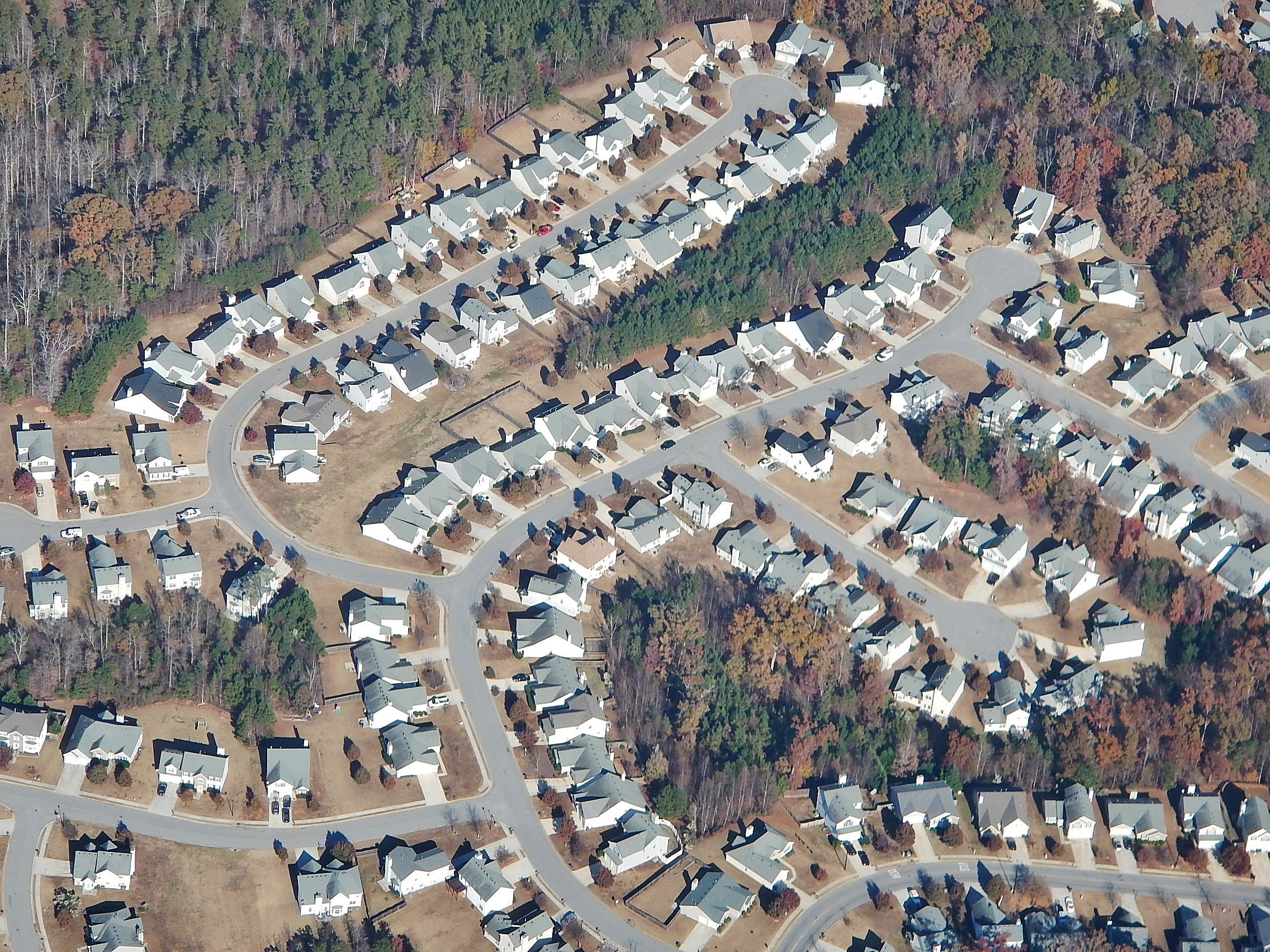
Дугласвилл с высоты

Доступ к шоссе возможен через три развязки вдоль межштатной автомагистрали I-20.
Город Лития-Спрингс находится в 6 милях (10 км) к северо-востоку, Вилла-Рика — в 10 милях (16 км) к западу, а Хирам — в 9 милях (14 км) к северу.
Дугласвилл находится на высоте 1209 футов (369 метров) над уровнем моря.
По данным Бюро переписи населения США, Дугласвилл имеет общую площадь 22,6 квадратных миль (58,5 км2), из которых 22,5 квадратных миль (58,2 км2) — это суша и 0,1 квадратных мили (0,3 км2 или 0,58 %) — водная поверхность.